# Radek Rejšek
Radek Rejšek (* 6. července 1959 Praha) je český hudebník, kampanolog, organolog, hudební skladatel, režisér a redaktor.

## Život
Kompozici studoval nejprve soukromě u Zdeňka Lukáše. Dále pak studoval kompozici na pražské konzervatoři u Oldřicha Semeráka a Jindřicha Felda. Na téže škole studoval i hru na trubku u Josefa Svejkovského a Václava Junka. Ve studiích hudební kompozice pokračoval na pražské HAMU ve třídě Jiřího Dvořáčka a na Hudební fakultě Janáčkovy akademie múzických umění v Brně ve třídě Zdeňka Zouhara, kde tato svá studia zakončil v roce 1991. Jako hudebník se dále věnuje hře na varhany a zvonkohru.
Působil jako sbormistr Pěveckého sdružení Foerster v Benátkách nad Jizerou (1982–1997), Armádního uměleckého souboru (1985–1987) a ženského pěveckého sboru Collegium cantantium (1992—1999). Mezi lety 1987–1993 spolupracoval s Městským divadlem v Mostě pro něž vytvořil scénickou hudbu k osmi inscenacím.
V letech 1988–2007 byl hudebním režisérem a později i redaktorem vážné hudby v Českém rozhlase, kde uskutečnil dlouhodobý projekt mapující historické varhany v českých a moravských kostelích. Kromě varhan natáčel také hlas zvonů v kostelech po celé republice v rámci projektu Zvony a téměř každé nedělní poledne zprostředkovává jejich zvuk posluchačům Českého rozhlasu na stanici Vltava.
Účinkuje také na akcích pořádaných mezinárodní organizací Eurocarillon. Jako zatím jediný český hráč na zvonohry koncertuje na historické zvonohře v pražské Loretě a na Manouškově pražské mobilní zvonohře. Je diecézním kampanologem a organologem litoměřické diecéze.
Mezi lety 1995–2001 byl pedagogicky činný na konzervatoři v Praze, kde vyučoval hudební teorii, od roku 2004 do roku 2024 vyučoval hudební teorii, nauku o nástrojích a kompozici na konzervatoři v Českých Budějovicích. Od roku 2000 také vyučuje na Soukromé vyšší odborné škole filmové v Písku.
Radek Rejšek je ženatý a má tři dospělé děti.

## Dílo
Jako skladatel píše varhanní, symfonickou, komorní, vokální i elektroakustickou hudbu. V jeho díle však převažuje hudba duchovní. Zvláštní pozornost pak zasluhují jeho skladby pro zvonohru.

### Varhanní skladby
- Zastavení u starých varhan (1979, přepracováno 1986) – pět skladeb pro barokní varhany
- Ludus spatii (1990) – skladba pro dvoje varhany, vytvořeno pod dojmem dvou romantických varhan v cisterciáckém klášteře ve Vyšším Brodě
- Tichá hudba chvály (1991) – pro velké varhany
- Musica per organum (1997) - čtyřvětý varhanní cyklus (části Adventus, Nativitas, Tempus quadragesimae, Pascha)
- Tři malé meditace ve velíšských kaplích (1999)
- Malá mše pro sólové varhany (2011)

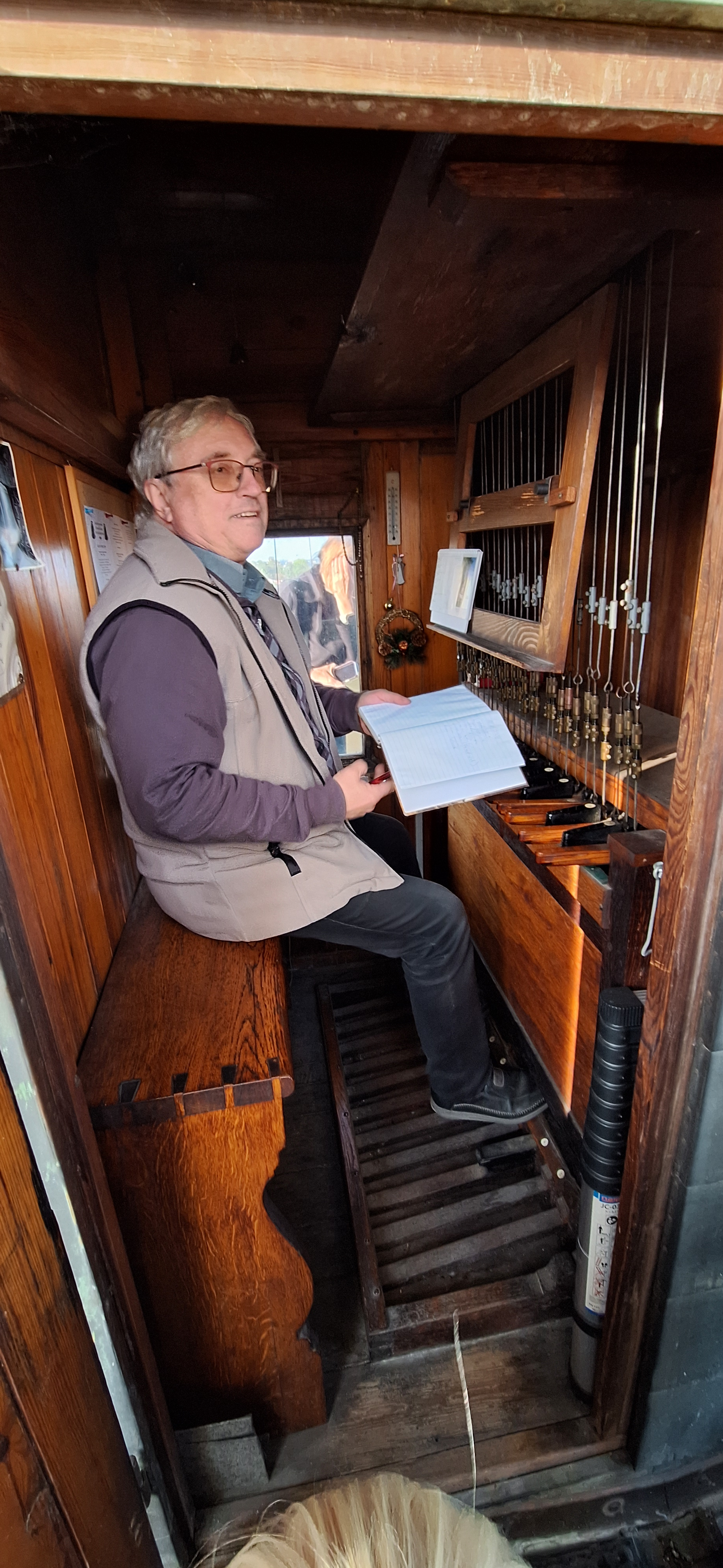
Radek Rejšek hrající na zvonkohru v Pražské Loretě

### Duchovní hudba
- Janovy pašije (1995) - pro baryton sólo, scholu a varhany
- Ave Maria (1996) - pro soprán a smíšený sbor
- Otče náš (1998) - pro smíšený sbor a varhany
- Missa brevis (1999) - pro smíšený sbor, instrumentální soubor a varhany
- Salve Regina (1999) - pro 2 scholy a varhany
- Statuae kuksenses per Boni Pueri et organum (2000)
- Te Deum (2004) - pro smíšený sbor, zvonohru a velký dechový orchestr, věnované 100 let trvání titulu svatohorské baziliky
- Blahoslavenství (2006) - pro smíšený sbor, 2 dechové nástroje a varhany
- Stabat Mater (2006) - pro smíšený sbor, 2 violy, 2 violoncella, 2 anglické rohy, 2 fagoty, 4 lesní rohy a varhany

### Skladby pro zvonohru
- Tři studie (2002)
- Cantio matutina (2002) - skladba získala 3. cenu na mezinárodní soutěži Vereniging Het Carillon te Hoorn
- Smutek Quasimodův (2006) - fantazie pro dordrechtskou zvonohru
- Ave virgo gloriosa (2007)
- 14 variací a fuga na duchovní píseň „Jezu Kriste, ščedrý kněže“ (2011) - pro zvonkohru a varhany